# Історія Європейської спільноти (1945–1957)
Період спільності європейських країн у післявоєнні роки (1945–1957) вважається початком та першим кроком до їх єднання. У 1951 році було створено перше економічне співтовариство під назвою — Європейська спільнота з вугілля та сталі, яке дало старт єврокампанії і в кінцевому результаті підштовхнуло до підписання країнами-членами в 1957 році Римських угод.

## Початок співпраці
Ідею створення «Сполучених Штатів Європи» уперше висловив у вересні 1946 року прем'єр-міністр Великої Британії Вінстон Черчилль у Цюриху. Першим кроком до цього мало стати утворення Ради Європи. Черчилль висловлювався за союз усіх європейських країн під керівництвом Франції та Німеччини, застерігаючи водночас, що його країна не інтегруватиметься у цей союз, а візьме на себе роль спостерігача.
У травні 1948 року на Конгресі в Гаазі, скликаному з ініціативи європейських політиків та інтелектуалів, була прийнята Політична Декларація, яка закликала усі європейські країни до об'єднання. Результатом цього документу стало створення 5 травня 1949 року Ради Європи — першої Європейської організації співпраці. Країнами-засновниками Ради Європи були: Бельгія, Велика Британія, Голландія, Італія, Люксембург, Франція та скандинавські країни. Завданням Ради Європи було зміцнення демократії, охорона прав людини та підтримка європейської культурної ідентичності. Однак Рада Європи не виконувала до кінця поставлених перед нею завдань з огляду на інтереси країн-членів, які часто не збігалися.
«Холодна війна» та слабкість Ради Європи призвели до того, що з'явилися пропозиції звуження економічної та політичної співпраці. Йшлося, насамперед, про економічне «зв'язування» Франції та Німеччини, що гарантувало би мир у Європі. Серед інших, такий погляд мали члени французького уряду Жан Моне та Робер Шуман. Міжнародна ситуація, яка склалася на початку 50-х років, призвела до того, що все частіше почали вести мову про економічну інтеграцію. У той же час Сполучені Штати Америки все більше і більше домагалися швидкої відбудови Німеччини та приєднання цієї країни до Західного блоку.
У 1948 році СРСР запровадив Блокаду Берліна, тоді ж утворилися Федеративна Республіка Німеччини та Німецька Демократична Республіка. Американські політичні кола вважали, що відбудована Німеччина становитиме протидію комунізмові. Водночас новий канцлер ФРН Конрад Аденауер заявив, що його країна має намір стати членом Ради Європи та НАТО.

Країни-засновники спільноти вугілля і сталі в 1952 році

## Спільнота з вугілля та сталі
У травні 1950 року в Парижі Міністром закордонних справ Франції Робером Шуманом було запропоновано новий план часткової економічної інтеграції. Ініціатором цього плану був Жан Моне. У його Декларації, виголошеній 9 травня 1950 році, представлені наступні пропозиції:
- передання французької та німецької видобувної та металургійної галузей під спільне наддержавне керівництво;
- створення спільної економічної бази як передумови утворення європейської федерації;
- звільнення від усіх митних платежів у переміщенні вугілля та сталі між країнами-членами новоствореної організації;
- скликання міжнародної конференції, яка підготує договір, що міститиме вищезгадані пропозиції.

Декларація про солідарність галузей Німеччини та Франції мала за мету забезпечити Європі та світу тривалий мир, а країнам-членам — економічний розвиток. План передбачав, що майбутня організація буде відкрита для всіх охочих. Завдяки цьому було досягнуто консенсусу щодо національних інтересів: з одного боку, Франція отримала можливість брати участь у контролі німецьких вугільної та металургійної галузей, а з іншого — ФРН змогла стати рівноправним партнером для інших держав.
План Шумана та Моне був реалізований 18 квітня 1951 року, коли було підписано Паризький договір про створення Європейського об'єднання вугілля і сталі (ЄОВС), який набрав чинності в липні 1952 року. Договір був підписаний на термін 50 років.

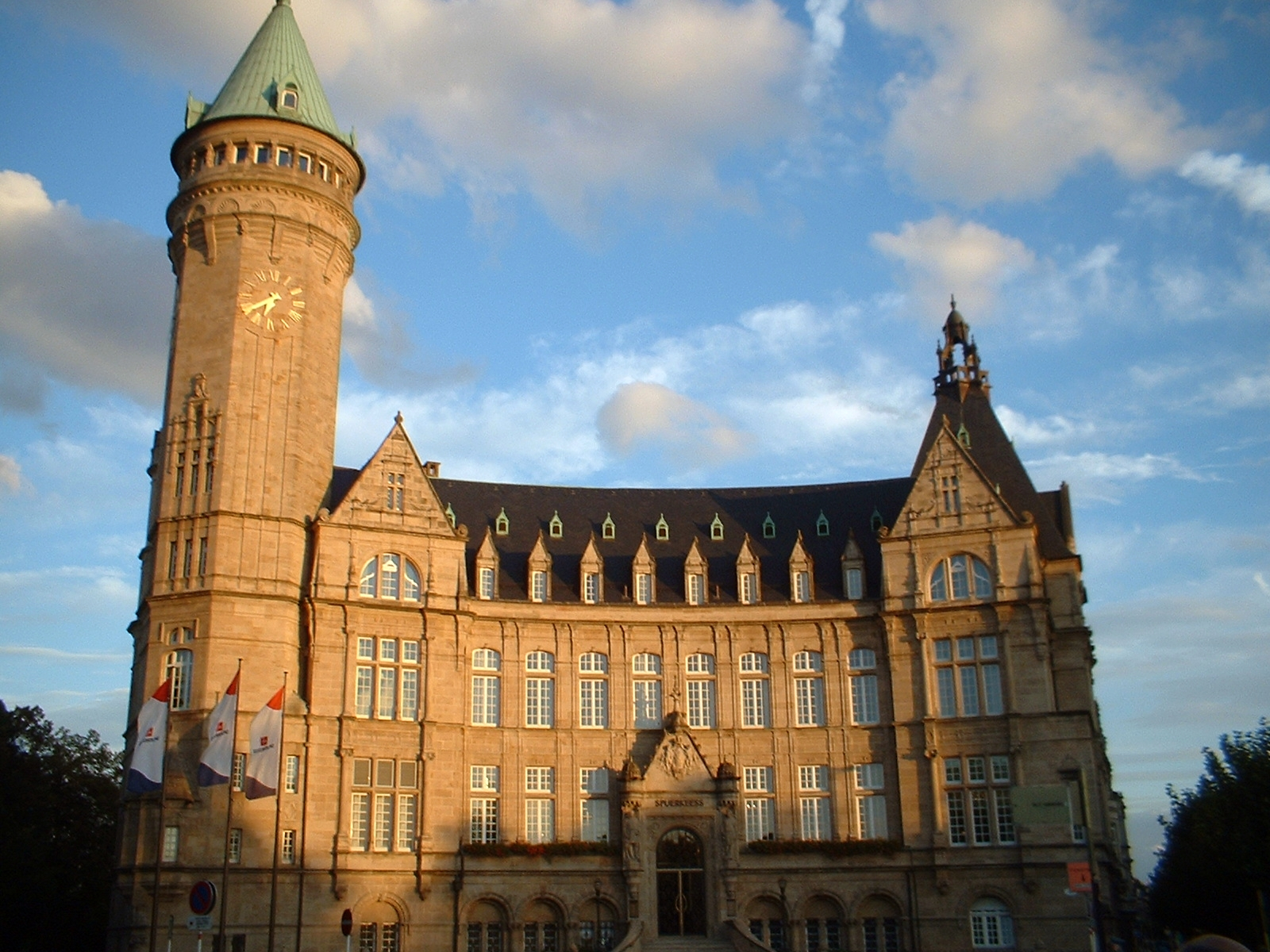
Штаб-квартира Європейської спільноти з вугілля та сталі до 2002 року (Люксембург)

Після підписання Договору про створення ЄОВС були засновані інституції, які стали прообразом відповідних структур сучасної Європейської Спільноти:
- Вище правління — виконавчий, колегіальний, незалежний від урядів наднаціональний орган, який мав повноваження прийняття рішень. Орган складався з 8 членів, призначених за спільною згодою країн-членів на шість років, а також дев'ятого, який був призначений за клопотанням інших восьми. Перший голова — Жан Моне.
- Рада Міністрів — орган, який представляв уряди для координації діяльності Вищого правління з економічною політикою окремих держав. Одноголосне схвалення Радою або більшістю голосів залишалося необхідною умовою для прийняття важливих рішень, що обмежувало федеративний характер інституціальної системи ЄОВС.
- Асамблея — дорадчий орган, який складався з представників парламентів країн-членів для здійснення демократичного контролю над Вищим правлінням. Асамблея не мала законодавчих можливостей, але могла висловити вотум недовіри і змістити Вище правління двома третинами голосів.
- Вищий суд — призначався урядами країн-членів, і розв'язував спірні питання, або анульовував рішення органів ЄОВС.
- Консультативний комітет — дорадчий орган, який не мав можливостей прийняття рішень; представляв промисловців і робітників, комерсантів і споживачів[9].

Спільний ринок вугілля, залізних руд і металобрухту був утворений у лютому 1953 року, а сталі — у серпні 1954 року. Процес утворення спільного ринку був завершений 9 лютого 1958 року. Паризький договір про заснування Європейського співтовариства вугілля і сталі (ЄОВС) створив не тільки спільний ринок чотирьох
продуктів гірничорудної промисловості (вугілля, залізна руда, сталь і металобрухт), але й спільне регулювання обсягів виробництва і рівня цін, інвестиційні програми і раціональне використання робочої сили. ЄОВС контролювало 60% виплавки сталі і 50% видобутку вугілля у Західній Європі. Діяльність Співтовариства та його економічні успіхи заохотили країни-члени до поглиблення процесів інтеграції, і не лише економічної.

## Розробка нових напрямів

Символ Ради Європи, прийнятий 1955 року

Наступні роки принесли ряд інтеграційних ініціатив у різних площинах. У Парижі 1952 року був підписаний Договір про створення Європейського оборонного союзу (ЄОС). Ідею цього Договору Франція висловлювала ще в 1950 році, так званий План Плевена. Членами нового Співтовариства мали стати країни-члени ЄСВС, а його структура була схожа до структури організації-попередниці. Згідно з Договором, солдати ЄОС мали мати єдину військову форму, а військові частини були б перемішані з огляду на національність. Передбачено було також одноосібне керівництво над 40 військовими частинами Спільноти. Однак після підписання Договору, Франція його не ратифікувала. Внаслідок бурхливих дебатів, головним аргументом яких було обмеження суверенітету, парламент Франції не ратифікував Договору про Оборонний Союз, результатом чого була відмова від цілої ініціативи. Через два роки, зі схожою ініціативою виступив Міністр закордонних справ Великої Британії Ентоні Еден.
Як результат, 23 жовтня 1954 р. був підписаний договір про утворення Західноєвропейського Союзу (ЗЄС). Це мала би бути міжнародна організація, яка би займалася військовими справами, водночас не будучи пов'язаною з ЄСВС та з утвореним згодом Європейським економічним союзом.
У 1955 році Рада Європи затверджує символ, що являє собою синє полотнище з 12 жовтими зірками, які утворюють коло по середині. Пізніше він стає офіційною емблемою Європейського Союзу.
Наступний етап інтеграції країн Західної Європи розпочався відразу після початку конференції в Мессіні, що в Італії, яка відбулася в червні 1955 року. Учасниками конференції були міністри закордонних справ країн-членів ЄСВС. На конференції утворено групу експертів (з бельгійцем Поль-Анрі Спааком на чолі), яка мала підготувати доповідь про можливість розширення інтеграції. Доповідь була представлена на черговій зустрічі «шістки» у 1956 році у Венеції. Доповідь Спаака стала основою для подальших розмов про інтеграцію.
1956 року в ЄОВС виникає план перетворення цієї організації на зону вільної торгівлі, але суперечності між країнами, особливо між Англією і Францією, призвели до підписання 25 березня 1957 року в Римі лише шістьма (з 17) країнами-членами двох договорів: Договір про створення Європейського економічного співтовариства (ЄЕС) та Договір про створення Європейського співтовариства з питань атомної енергії (Євратом) — (Римські договори).
Обидва договори набрали чинності 1 січня 1958 року. Окрім вищезгаданих договорів, було також підписано Конвенцію про Деякі Спільні Інституції. Відтак, з'явилися Європейський парламент та Європейський суд.